# Lesum
De Lesum is een zijrivier van de Wezer, die in Bremen, Duitsland stroomt. De Lesum begint waar de Wümme en Hamme samenvloeien, en mondt 10 kilometer stroomafwaarts, bij de haven van het Bremer stadsdeel Vegesack, uit in de Wezer.

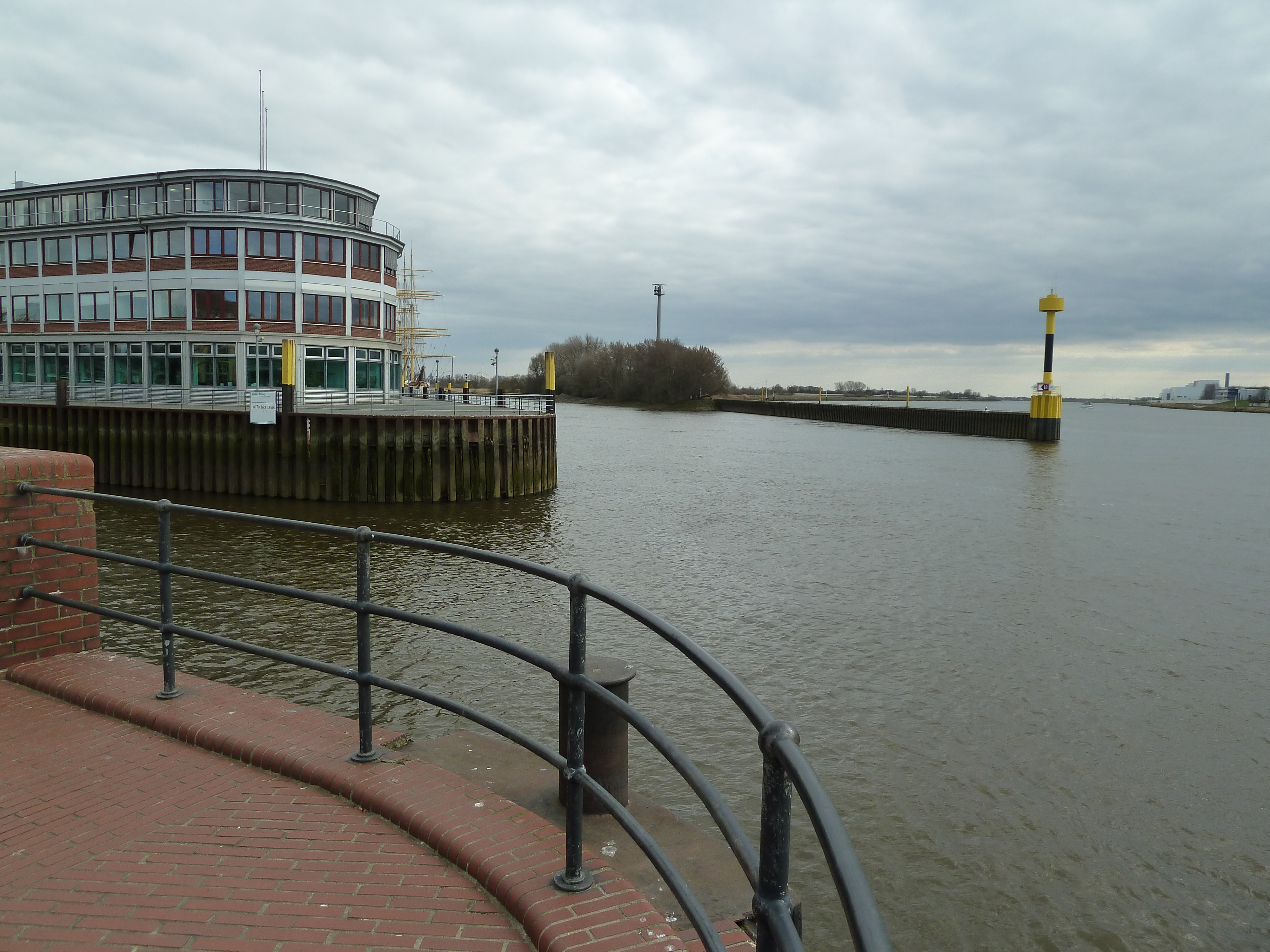
Monding van de Lesum (rechts) in de Wezer

Tussen 1971 en 1974 is er op ongeveer 1,5 km stroomopwaarts van de monding in de Wezer een stormvloedkering gebouwd, het Lesumsperrwerk.
- Virtual International Authority File: 244712056